# NaN
NaN (Not-a-Number, inte-ett-tal) är inom datateknik en sorts värden som används för att indikera att en variabel som normalt ska innehålla ett talvärde nu inte har ett (vanligt) talvärde.
NaN har en lång historia inom datateknik, och kallades ursprungligen "reserverade värden". Med det menades bit-mönster som inte tolkades som tal. Om ett reserverat värde användes, så avbröts (på ett eller annat sätt) beräkningen. IEEE 754 införde i början av 1980-talet termen "NaN" för dessa värden, och införde dessutom en skillnad mellan "signalerande NaN" och "tysta NaN", samt införde regeln att en tyst NaN ska produceras om man gör en ogiltig operation, till exempel tar kvadratroten ur ett negativt tal. Av historiska skäl används NaN främst vid flyttalsberäkningar, numera via IEEE 754-standarden.